# Lijst van Waterstaatskerken
In deze (incomplete) lijst staan de kerkgebouwen die te boek staan als Waterstaatskerk. Hiervan is de bouw, of restauratie, gefinancierd door Rijkswaterstaat.
| Kerk                                               | Oplevering | Architect                 | Adres                      | Plaats              | Huidige functie                                | Bijzonderheden | Foto |
| -------------------------------------------------- | ---------- | ------------------------- | -------------------------- | ------------------- | ---------------------------------------------- | --- | ---- |
| Onze-Lieve-Vrouw-Presentatiekerk                   | 1846       |                           |                            | Aarle-Rixtel        |                                                | |      |
| Sint-Laurentiuskerk                                | 1861       | Pierre Cuypers            |                            | Alkmaar             |                                                | |      |
| Mozes en Aäronkerk                                 | 1841       | Tieleman Franciscus Suys  | Waterlooplein 207          | Amsterdam           |                                                | |      |
| Kerk van de Heilige Maagd Maria-Tenhemelopneming   | 1829       |                           | Grote Markt 32             | Bergen op Zoom      |                                                | Sinds 1990 Theater De Maagd |      |
| Sint-Antoniuskathedraal                            | 1837       | Pieter Huijsers           |                            | Breda               |                                                | |      |
| St. Nicolaas Pieck en Gezellenkerk                 | 1838       | J. van Nune               | Haarstraat 23              | Gorinchem           |                                                | |      |
| Heilige Nicolaaskerk                               | 1827       |                           | Voorhaven 124              | Edam                |                                                | |      |
| Sint-Martinuskerk                                  | 1837       |                           | Oliestraat 28              | Zaltbommel          |                                                | Alleen het middenschip is overgebleven na een grote verbouwing |      |
| Vermaning                                          | 1867       |                           | Dorpsstraat K149           | Twisk               |                                                | |      |
| Teresia van Avilakerk                              | 1841       | Tieleman Franciscus Suys  | Westeinde 12A              | Den Haag            |                                                | Op zondagen worden de diensten in het Pools gehouden, er worden geen Nederlandstalige diensten meer gehouden. |      |
| Nieuwe Kerk                                        | 1839       | H.H. Dansdorp             | Nieuwe Kerkplein 2         | Den Helder          |                                                | Oudste kerk in Den Helder |      |
| Hervormde Kerk                                     | 1829       |                           |                            | Doornspijk          |                                                | |      |
| Heilige Lucaskerk                                  | 1836       | G. Holland                | Huissensedijk 4            | Elden               | Woon- en bedrijfspand                          | Gebouw is buiten gebruik gesteld na bouw van nieuwe kerk, in het gebouw bevinden zich sindsdien woonhuizen |      |
| Stephanuskerk                                      | 1848       |                           | Voorstraat 36              | Hardenberg          |                                                | |      |
| Hartebrugkerk                                      | 1836       | Th. Molkenboer            | Haarlemmerstraat 110       | Leiden              |                                                | |      |
| Sint Petrus' Banden                                | 1830       | P. Adams                  |                            | Rotterdam-Overschie |                                                | |      |
| Sint-Augustinuskerk                                | 1840       | Karel George Zocher       | Oude Gracht                | Utrecht             |                                                | |      |
| Koningskerkje                                      | 1843       |                           |                            | Vierlingsbeek       |                                                | |      |
| Sint-Janskerk                                      | 1829       |                           |                            | Waalwijk            |                                                | gesloopt in 1922 |      |
| Sint-Bartholomeus- en Barbarakerk                  | 1841       | E. de Kruyff              |                            | Waspik              |                                                | |      |
| Kerk van Nieuw-Beerta                              | 1856       | Willem Hardhoff           | Hoofdweg 18                | Nieuw-Beerta        |                                                | |      |
| Kluizenarij Onze-Lieve-Vrouwe van de Besloten Tuin | 1858       |                           |                            | Warfhuizen          |                                                | |      |
| Sint-Bonifatiuskerk                                | 1826       | P. Plukhooy               | Wijnstraat 117             | Dordrecht           | Jongerencentrum                                | |      |
| Koepelkerk                                         | 1826       | H. Wind                   | Hoofdweg 112               | Veenhuizen          |                                                | Naar voorbeeld van de Koepelkerk in Smilde gebouwd. De kerk is eigendom van het Rijksvastgoedbedrijf. |      |
| Kerk van Laren                                     | 1835       | Bernardus van Zalingen    | Dorpsstraat 2              | Laren               |                                                | |      |
| St Josephkerk                                      | 1841       | P.J. Adema                | Jansstraat 43              | Haarlem             |                                                | |      |
| Kerk van Uitwierde                                 | 1839       |                           |                            | Uitwierde           |                                                | |      |
| Sint-Martinuskerk                                  | 1851       | Theo Molkenboer           | Dr. Nuyenstraat 80         | Westwoud            |                                                | |      |
| Onze-Lieve-Vrouw Visitatiekerk                     | 1846       | Theo Molkenboer           | Oosterblokker 68           | Oosterblokker       |                                                | |      |
| Michaëlskerk                                       | 1853       | Theo Molkenboer           | Westerblokker 44           | Blokker             |                                                | |      |
| Sint-Barnabaskerk                                  | 1854       |                           |                            | Haastrecht          |                                                | |      |
| Dorpskerk                                          | 1863       |                           |                            | Melissant           |                                                | |      |
| Hervormde kerk                                     | 1840       |                           |                            | Gieterveen          |                                                | |      |
| Ned. Hervormde kerk                                | 1858       |                           |                            | Gasselternijveen    |                                                | |      |
| Goirkese kerk                                      | 1838       |                           | Goirkesestraat 68-70       | Tilburg             |                                                | Eerste neogotische waterstaatskerk (ook wel 'Willem II-gotiek') |      |
| Groenmarktkerk                                     | 1844       |                           | Nieuwe Groenmarkt 16       | Haarlem             |                                                | |      |
| Hervormde kerk                                     | 1853       |                           | Hoofdstraat 19             | Grolloo             |                                                | |      |
| Hervormde kerk                                     | 1871       | J. de Haan en H.G. Gallay | Middenweg 168              | Heerhugowaard       | Multifunctioneel centrum                       | De kerk is beschermd als gemeentelijk monument. |      |
| Hoflaankerk                                        | 1842       | A. Roodenburg             | Hoflaan 1                  | Rotterdam           | In gebruik bij de Hervormde Gemeente Kralingen | In de voortuin staat een replica van het eerste verkeersbord van Nederland. |      |
| Sint-Jacobus de Meerderekerk                       | 1837       | H.H. Dansdorp             | Liedeweg 52                | Haarlemmerliede     |                                                | |      |
| Sint-Jacobus de Meerderekerk                       | 1858       | Theo Molkenboer           | Wilhelminastraat           | Vlissingen          | Gesloopt in 1938                               | |      |
| Sint-Janskerk                                      | 1839       |                           | Markt 2                    | Roosendaal          |                                                | |      |
| Sint-Johannes de Doperkerk                         | 1873       | Theo Asseler              | Heereweg 171               | Catrijp             | Gesloopt                                       | Op dezelfde plek staat sinds 1971 een modernistische opvolger |      |
| Johannes Nepomukkerk                               | 1838       | Jan Baptist van der Hulst | Vissersdijk 15             | Woudrichem          |                                                | |      |
| Jozefkerk                                          | 1848       | C.J. Spaan                | Kerkplein 1                | Assen               |                                                | Het jaartal in het fronton is in 2002 aangebracht. |      |
| Kerk van Farmsum                                   | 1869       | C. Wind                   |                            | Farmsum             |                                                | |      |
| Kerk van Wilhelminaoord                            | 1851       |                           | Koningin Wilhelminalaan 55 | Wilhelminaoord      |                                                | |      |
| Kouwenbergs kerkje                                 | 1847       |                           | Kouwenberg 29              | Aarle-Rixtel        | Gesloopt                                       | Huidige kerk stamt uit 1873 |      |
| Sint-Lambertuskerk                                 | 1861       | Theo Molkenboer           | Kerkstraat 54              | Helmond             |                                                | De kern van de toren stamt uit de middeleeuwen en heeft ten tijde van de bouw van de kerk een neogotische buitenlaag gekregen. De achtzijdige torenspits is eveneens nieuw. |      |
| Sint-Lambertuskerk                                 | 1841       | J.H. Laffertée            | Slimstraat 9               | Udenhout            |                                                | Neoclassicistische hallenkerk |      |
| Sint-Ursula en Gezellinnenkerk                     | 1873       | Theo Asseler              | Dorpsstraat 177            | Warmenhuizen        |                                                | Neoromaanse basilicale kerk |      |
| Petrus en Pauluskerk                               | 1852       |                           |                            | Soest               |                                                | |      |
| Sint-Sebastianuskerk                               | 1870       | Theo Asseler              | Dorpsstraat 58             | Ilpendam            |                                                | |      |
| Op Hodenpijl                                       | 1840       | Arend Roodenburg          |                            | Hodenpijl           |                                                | De kerk werd in 1963 aan de eredienst onttrokken. |      |
| Onze-Lieve-Vrouw Hemelvaartkerk                    | 1839       | Theo Molkenboer           | Haarlemmerstraat 262       | Leiden              | Gesloopt in 1979                               | Na sluiting werd het gebouw verbouwd tot overdekt zwembad. Het bad opende in 1937 de deuren en in 1974 werd het gesloten. Op de plek staan nu woningen. |      |
| Petrus en Pauluskerk                               | 1840       | H.H. Dansdorp             | Kerkgracht 54              | Den Helder          |                                                | |      |
| Sint-Machutuskerk                                  | 1831       |                           | Choorstraat 103            | Monster             |                                                | |      |
| Maria Geboortekerk                                 | 1839       |                           |                            | Dronrijp            |                                                | |      |
| Onze-Lieve-Vrouw Visitatiekerk                     | 1853       | W. Thijssen               | Hoefweg 57                 | Bleiswijk           |                                                | |      |
| Maria ten Hemelopneming                            | 1845       | Hasselbach                | Boven Oosterdiep 79        | Veendam             |                                                | In jaren 1920 is de kerk uitgebreid met een koor in neogotische stijl. |      |
| Sint-Martinuskerk                                  | 1854       | Theo Molkenboer           | Rijdersstraat 107          | 't Veld             |                                                | |      |
| Onze-Lieve-Vrouwekerk                              | 1854       | Theo Molkenboer           | Keizersgracht 220          | Amsterdam           |                                                | In gebruik bij de Syrisch-Orthodoxe Kerk van Antiochië en een aantal andere kerkgenootschappen |      |
| Sint-Petruskerk                                    | 1836       |                           |                            | Leiden              |                                                | |      |
| Sloterkerk                                         | 1860       | Pieter Johannes Hamer     | Osdorperweg 28             | Sloten              |                                                | In 2011 is er vanwege het 150-jarig jubileum een nieuw muuranker geplaatst. |      |
| Willibrordkerk                                     | 1826       |                           | Hoofdstraat 34             | Borger              |                                                | De kerk is een Waterstaatskerk en staat tegen een 14e-eeuwse toren. |      |
| Sint-Willibrordkerk                                | 1841       |                           | Kerkstraat                 | Casteren            | Gesloopt                                       | Huidige kerk is in 1907 gebouwd op de plek van de oude kerk. |      |
| Sint-Willibrorduskerk                              | 1843       | H. Bauer                  | Spalstraat 36              | Hengelo             |                                                | Van de toren is het gedeelte tot en met de eerste geleding de originele toren. Tijdens een storm in 1883 raakte de bekroning met lantaarn beschadigd en stortte in. Met een tweede geleding werd de toren verhoogd en daar bovenop werd een ingesnoerde achtkantige torenspits gebouwd. |      |
| Sint-Willibrorduskerk                              | 1845       |                           | Kerkeind 37                | Milheeze            |                                                | De basis van de toren zou mogelijk nog van de voorgaande kapel kunnen zijn. |      |
| Witte Kerk                                         | 1832       |                           | Kerkplein 7                | Steenbergen         |                                                | De kerk werd samen met de voorganger van de Sint-Gummaruskerk gebouwd, opdat beide geloofsgemeenschappen een nieuwe kerk kregen. |      |
| Ned. Hervormde kerk                                | --         | Evert Jenni               | Kerkstraat 32              | Velp                |                                                | |      |
| Onze-Lieve-Vrouw Hemelvaartkerk                    | 1846       |                           |                            | Achthuizen          |                                                | |      |
| Sint Martinuskerk                                  | 1843       |                           | Kerkstraat 98              | Luyksgestel         | Gesloopt                                       | Vervangen in 1958 door de huidige Sint Martinuskerk, welke beschermd is als rijksmonument |      |
| Kerk van Durgerdam                                 | 1840       |                           | Durgerdammerdijk 76        | Durgerdam           |                                                | |      |
| Hervormde kerk                                     | 1848       |                           | Deldenerstraat 18          | Hengelo             |                                                | |      |
| Sint-Catharinakerk                                 | 1842       | Jos de Kroon              |                            | ’s-Hertogenbosch    | Gesloopt                                       | De kerk is wegens bouwvalligheid vervangen door de huidige Sint-Catharinakerk. |      |
| Sint-Pieterskerk                                   | 1842       | J.H. Laffertée            | Achter de Tolbrug          | ’s-Hertogenbosch    | Gesloopt in 1982                               | Op de plek van de kerk ligt nu een binnenhof |      |
| Sint-Jacobskerk                                    | 1844       | Arnoldus van Veggel       | Hinthamerstraat            | 's-Hertogenbosch    | Gesloopt in 1902                               | De Nieuwe Sint-Jacobskerk staat op de plek van diens voorganger. |      |
| H.H. Simon en Judaskerk                            | --         |                           |                            | Lattrop             | Gesloopt                                       | Delen van het interieur zijn over gegaan naar de huidige kerk, waaronder de banken (zie foto) |      |
| Hervormde kerk                                     | 1873       | H. C. Winters             | Vaart ZZ 86                | Nieuw-Amsterdam     |                                                | |      |
| Sint-Pieterskerk                                   | 1846       | J. Bourdrez               | Lange Noordstraat          | Middelburg          | Verwoest in 1940                               | Vervangen door de Petrus en Pauluskerk op een andere locatie. |      |
| Sint Johannes Onthoofdingkerk                      | 1838       | J. van der Reydt          | Dorpsstraat 24             | Soerendonk          |                                                | |      |
| Van Goghkerkje                                     | 1824       |                           | Papenvoort 2a              | Nuenen              | Trouwlocatie                                   | |      |
| Onze-Lieve-Vrouw Onbevlekt Ontvangen               | 1856       | Theo Molkenboer           | Korte Zijlweg 5            | Overveen            | Kerk is nog in gebruik                         | Kerk is grotendeels van hout, alleen de buitenmuren zijn gemetseld. |      |
| Nederlandse Hervormde Dorpskerk                    | 1828       |                           | Arnhemseweg 75A            | Leusden             | Kerk is nog in gebruik                         | Gemaakt in classicistische stijl, vermengd met traditionele elementen |      |
| Sint-Michaëlkerk                                   | 1841       | Theo Molkenboer           | Nieuwstraat 41             | Zwolle              | Appartementen                                  | Parochie verhuisde in 1892 naar een nieuw kerkgebouw aan de Roggenstraat. |      |